# Corbulipora clypeata
Corbulipora clypeata är en mossdjursart som först beskrevs av Ferdinand Canu och Ray Smith Bassler 1928.  Corbulipora clypeata ingår i släktet Corbulipora och familjen Cribrilinidae.
Artens utbredningsområde är Mexikanska golfen. Inga underarter finns listade i Catalogue of Life.